# آنجلیک کابرال
آنجلیک کابرال (انگلیسی: Angelique Cabral؛ زادهٔ ۲۸ ژانویهٔ ۱۹۷۹) هنرپیشه اهل ایالات متحده آمریکا است.
از فیلم‌ها یا برنامه‌های تلویزیونی که وی در آن نقش داشته‌است می‌توان به دو مرد و نصفی، چگونه پایان می‌پذیرد، دوستی با مزایا اشاره کرد.